# Las crónicas del Sin Nombre
Las crónicas del Sin Nombre (en francés, Chroniques de l’innomé) es una serie de historietas realizadas por Luis García Mozos (dibujos) y Víctor Mora (guiones) para la revista francesa Pilote desde 1973 hasta 1980. 

## Trayectoria editorial
En 1972, García se presentó a Goscinny, director de Pilote, con algunas de sus historietas para Warren Publishing. Goscinny le permitió escoger entre un guionista francés o uno español, y el elegido fue Mora, que ya colaboraba desde hacía años con la revista.
Además de en Pilote, la serie fue publicada en 1975 en la revista de Estados Unidos Vampirella y en las españolas Totem y Rambla. En España, fue reeditada en un único volumen en 1982 por la Editorial Nueva Frontera como número 16 de su colección TOTEM Biblioteca y en el 2005 por Glénat en su colección Delicatessen.

## Argumento
Las crónicas del Sin Nombre es una recopilación de 7 historias de entre 10 y 18 páginas de diferentes géneros:
| Número | Título                           | Publicación | Páginas         | Género | Otros detalles          |
| ------ | -------------------------------- | ----------- | --------------- | ------ | ----------------------- |
| 1      | «El edelweiss bajo el hielo»     | —           | Fantástico      | —      | —                       |
| Tema:  |                                  |             |                 |        |                         |
| 2      | «El invierno del último combate» | —           | histórico       | —      | —                       |
| Tema:  |                                  |             |                 |        |                         |
| 3      | «Love strip»                     | —           | Costumbrista    | —      | Colabora Carlos Giménez |
| Tema:  |                                  |             |                 |        |                         |
| 4      | «La rosa de Mohave»              | —           | western         | —      | —                       |
| Tema:  |                                  |             |                 |        |                         |
| 5      | «El parking del fin del mundo»   | —           | Terror          | —      | —                       |
| Tema:  |                                  |             |                 |        |                         |
| 6      | «El naufragio infinito»          | —           | Ciencia ficción | —      | —                       |
| Tema:  |                                  |             |                 |        |                         |
| 7      | «Stormy weather»                 | —           | Thriller        | —      | —                       |
| Tema:  |                                  |             |                 |        |                         |

Todas ellas son narradas por una entidad que vaga por el universo encarnándose en diferentes seres vivos para aprender de ellos.